# Michał Baltazar Podhorski
Michał Baltazar Podhorski herbu Brodzic odmienny (zm. przed 25 czerwca 1789) – podczaszy krzemieniecki w latach 1765-1787, horodniczy łucki w latach 1761-1765, podczaszy czernihowski w 1761 roku.
Poseł województwa wołyńskiego na sejm konwokacyjny 1764 roku.